# Miroslav Oprchal
Miroslav Oprchal (1929 – 2008) byl slovenský fotbalista.

## Fotbalová kariéra
V československé lize hrál za Sokol NV Bratislava. V roce 1949 byl členem týmu, který získal mistrovský titul.

## Ligová bilance
| Ročník                                     | Zápasy | Góly | Klub                |
| ------------------------------------------ | ------ | ---- | ------------------- |
| Celostátní československé mistrovství 1949 | -      | -    | Sokol NV Bratislava |
| CELKEM 1. liga                             | -      | -    |                     |